# Будинок Скловського
Буди́нок Скло́вського — житловий будинок у місті Черкасах, розташований за адресою вулиця Слави, 11.

## Історія
Будинок збудований у 1880-х роках і належав купцю першої гільдії А. А. Скловському. До 1923 року використовувався як синагога, в 1925 році тут відкрили клуб працівників торгівлі, з 1930-х років — житловий будинок.
На початку 1960-х років здійснено надбудову третього поверху.

## Джерело
- Вивіска на фасаді будинку.

| Черкаси | Це незавершена стаття про Черкаси. Ви можете допомогти проєкту, виправивши або дописавши її. |